# Prix du meilleur livre sur la danse du Syndicat de la critique
 (juin 2015).
Si vous disposez d'ouvrages ou d'articles de référence ou si vous connaissez des sites web de qualité traitant du thème abordé ici, merci de compléter l'article en donnant les références utiles à sa vérifiabilité et en les liant à la section « Notes et références ».
Le prix du meilleur livre sur la danse est remis chaque année par le Syndicat de la critique pour le meilleur livre publié sur la danse.

## Liste des lauréats
- 2001-2002 : Danses de la terre de Françoise Gründ, éditions La Martinière de la Cité de la musique
- 2002-2003 : Terpsichore en baskets par Sally Bernes, éditions Chiron
- 2003-2004 : Je suis une sorcière de Valeska Gert, éditions Complexe et Centre national de la danse
- 2004-2005 : Les Danses exotiques en France 1880-1940 d'Anne Decoret-Ahiha, éditions Centre national de la danse
- 2005-2006 : La Danse comme texte de Mark Franko, éditions Kargo-Éclat
- 2006-2007 : Noureev l'insoumis d'Ariane Dollfus, éditions Flammarion
- 2007-2008 : Les Carnets Bagouet d'Isabelle Launay aux éditions Les Solitaires intempestifs, et Fabriques de la danse de Simon Hecquet et Sabine Prokhoris aux Presses universitaires de France
- 2008-2009 : Yano, un japonais à Paris de Chantal Aubry aux éditions du Centre national de la danse
- 2009-2010 : La Danse contemporaine, mode d'emploi de Philippe Noisette aux éditions Flammarion
- 2010-2011 : John Neumeier, trente ans de ballets à l’Opéra de Paris de Jacqueline Thuillieux aux éditions Gourcuff-Gradenigo
- 2011-2012 : Le Surgissement créateur. Jeun, hasard ou inconscient de Véronique Alexandre Journeau aux éditions L'Harmattan
- 2012-2013 : La Ballerine et El Comandante d'Isis Wirth aux éditions François Bourin
- 2013-2014 : Pina de Walter Vogel aux éditions de L'Arche
- 2014-2015 : L'Incroyable Histoire du Cancan : Rebelles et insolentes, les Parisiennes mènent la danse de Nadège Maruta aux éditions Parigramme[1]
- 2015-2016 : Danser la peinture de Laurent Paillier et Philippe Verrièle (Ed. Scala)
- 2016-2017 : Les cygnes du Kremlin : Ballet et pouvoir en Russie soviétique de Christina Ezrahi, Editions Gremese
- 2017-2018 : Danser avec l'invisible d'Akaji Maro, Riveneuve éditions et Poétiques et politiques des répertoires, les danses d'après I de Isabelle Launay, Éditions Centre national de la danse.
- 2018-2019 : Danser Pina de Rosita Boisseau et Laurent Philippe, Ed. Textuel 2018
- 2019-2020 : Philippe Verrièle[2]
- 2021 : Nouvelle Histoire de la danse en Occident – de la Préhistoire à nos jours de Laura Cappelle, Editions du Seuil
- 2022 : Danser Hip Hop de Rosita Boisseau, photos de Laurent Philippe, Nouvelles Éditions Scala[3]
- 2023 : Sortir du cadre de Marie-Agnès Gillot, Éd. Gründ[4]
- 2024 : So Schnell – Dominique Bagouet de Raphaël de Gubernatis (collection Chefs-d’œuvre de la danse, dirigée par PhilippeVerrièle), Nouvelles éditions Scala/Micadanses[5]